# Brujos de Guayama
I Brujos de Guayama sono una società cestistica avente sede a Guayama, a Porto Rico. Fondati nel 1971, giocano nel campionato portoricano.
Disputano le partite interne al Dr. Roque Nido Stella Coliseum.